# Good Vibrations (sex shop)

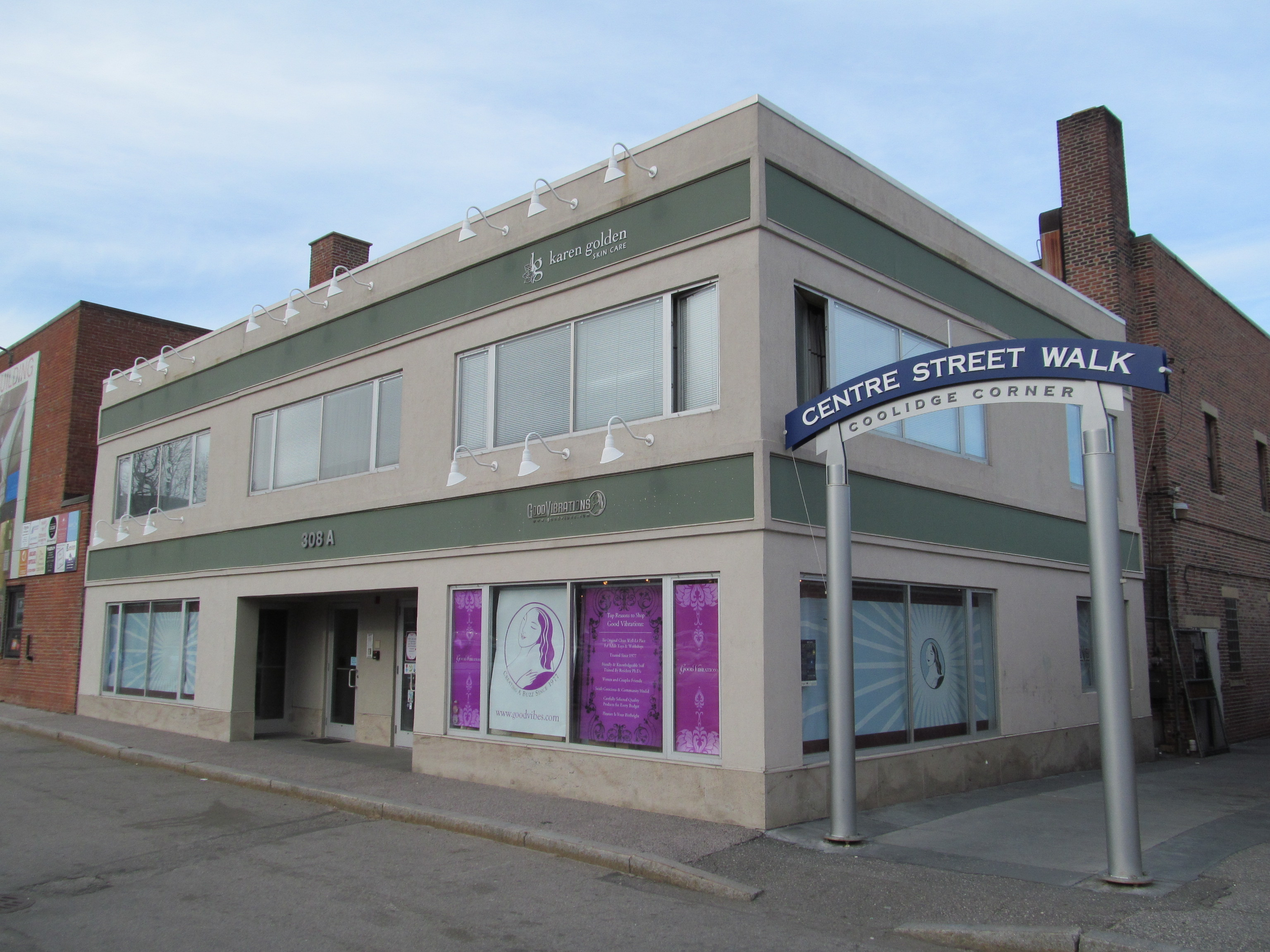
Good Vibrations en Brookline, Massachusetts

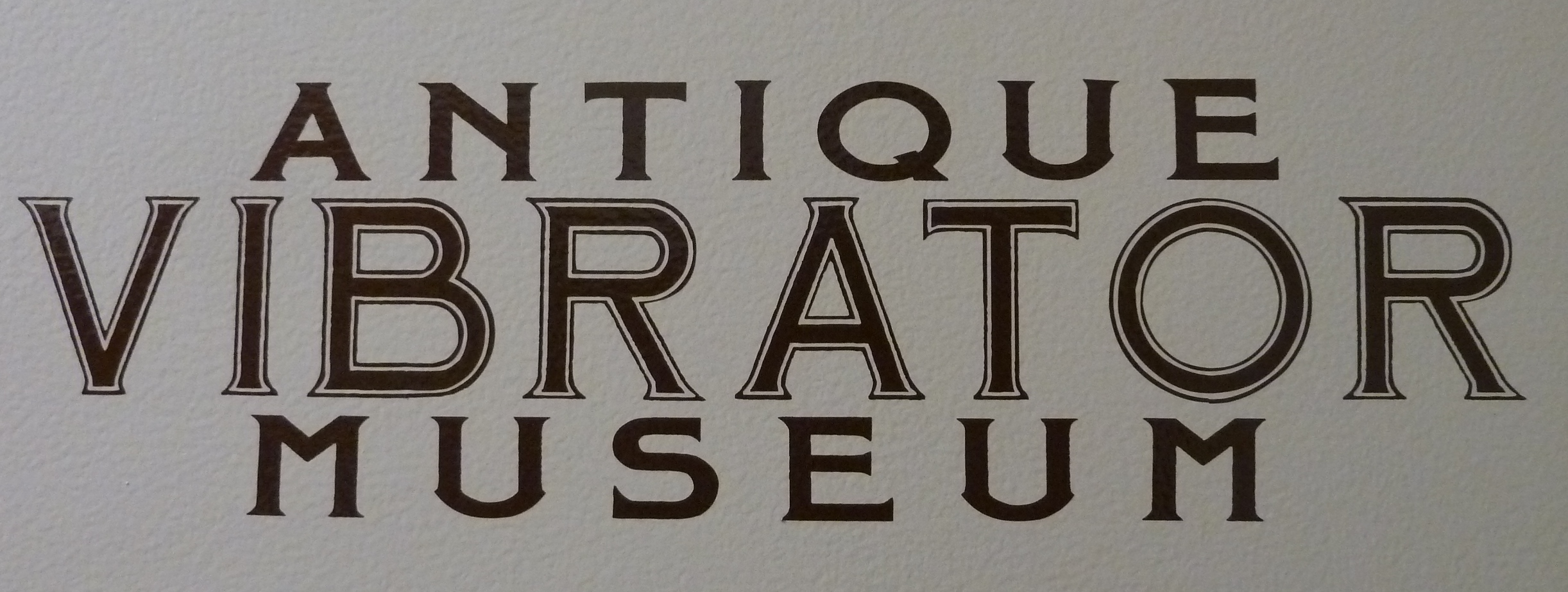
Cartel del Museo de Vibradores Antiguos de la tienda Good Vibrations en San Francisco.

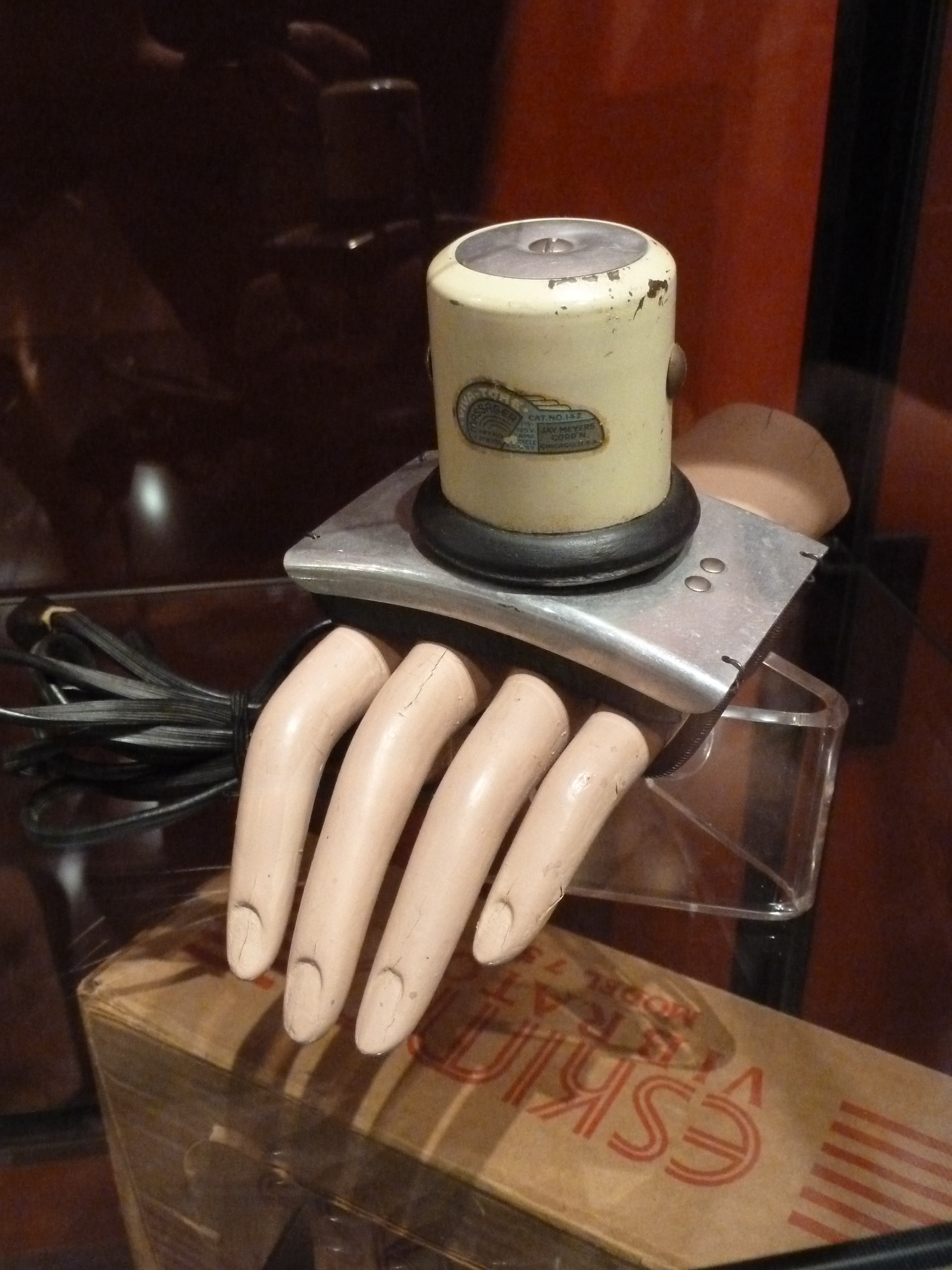
Vibrador antiguo en la tienda Good Vibrations en San Francisco.

Good Vibrations es una tienda de juguetes sexuales y otros productos eróticos estadounidense, fundada en 1977 por Joani Blank en San Francisco.

## Historia
Good Vibrations fue la tercera tienda de productos sexuales orientada a mujeres en Estados Unidos, fundada en 1977 por la terapeuta y educadora sexual Joani Blank. Fundada inicialmente con el objetivo de ser una alternativa sexualmente positiva, y centrada en la mujer, a las librerías para adultos de la época, Good Vibrations ofrecía información y educación sexual, presentaba libros eróticos y sobre salud y placer sexual, y fue pionera en el concepto del "lugar positivo en materia de sexo, limpio y bien iluminado" para comprar juguetes sexuales. En una parte de la tienda se exponían vibradores antiguos, desarrollados inicialmente como tratamiento para la histeria femenina. Se convirtió en una atracción turística conocida como "el museo de los vibradores antiguos", que fue incluida por Frommer's en la categoría "Las mejores cosas gratis que hacer en San Francisco".
En 1992, Blank vendió Good Vibrations a los trabajadores (incluida ella misma) incorporándola como una cooperativa de trabajadores. En 1994, dejó la empresa para dedicarse a otros intereses.
En 1995, Good Vibrations declaró mayo como el Mes Nacional de la Masturbación, para crear conciencia sobre la masturbación y la salud sexual en todo el país y en respuesta al despido de la entonces Cirujana General Joycelyn Elders por decir que la masturbación "es parte de la sexualidad humana", y que, tal vez, debería enseñarse". En 1998 lanzó el Masturbatón como parte del Mes Nacional de la Masturbación; esta estrategia para conseguir que las personas hablen sobre la masturbación inspiró más tarde un evento en vivo desarrollado por el Centro para el Sexo y la Cultura.[cita requerida]
La cooperativa votó para convertirse en una corporación de California y así lo hizo en febrero de 2006. En 2007, la empresa requirió una inyección de capital para estabilizar sus finanzas y ayudarla a superar pérdidas recientes relacionadas con una caída en sus ventas por Internet y fue vendida a GVA-TWN, una empresa con sede en Cleveland, Ohio, con una cadena de novedades sexuales. tiendas en todo el Medio Oeste. Barnaby Ltd compró la empresa a GVA-TWN. En 2009, Jackie Rednour-Bruckman (Strano), extrabajadora-propietaria de la cooperativa original, volvió para convertirse en Directora de Operaciones y luego en Vicepresidenta Ejecutiva.
En 2006, Good Vibrations adquirió y cambió el nombre del Grand Opening! sex shop en Brookline, Massachusetts, como la primera ubicación de Good Vibrations fuera del Área de la Bahía de San Francisco. En 2010, abrieron su quinta ubicación, más grande, en Mission Street en San Francisco, al otro lado de la calle de Bloomingdale's. La inauguración se pospuso hasta el 29 de enero de 2011. La sexta tienda minorista abrió sus puertas en Lakeshore Avenue en Oakland, California, el 2 de enero de 2012.
La compañía es patrocinadora de eventos y organizaciones LGBT, grupos que apoyan la salud sexual y otras organizaciones benéficas. Su programa de donaciones GiVe ha ayudado en esto. La compañía es un empleador líder de personas transgénero.
Los fundadores de Grand Opening! y Babeland hicieron una pasantía en Good Vibrations antes de abrir sus negocios, y muchas empresas minoristas de juguetes sexuales positivos se han inspirado en Good Vibrations. La compañía también ha influido en las industrias de juguetes sexuales y películas para adultos para crear y comercializar nuevos productos que reflejan cambios en la demografía de los consumidores.
En agosto de 2017, Good Vibrations compró Babeland. Babeland continúa operando como una marca separada.
Tiene nueve tiendas: siete en el Área de la Bahía de San Francisco, una en Brookline, Massachusetts y otra en Harvard Square; un negocio de venta por correo; un sitio web de comercio electrónico y una sección de venta al por mayor. Anteriormente tenía tres empresas editoriales: Down There Press, Passion Press y Sexpositive Productions.

### Good Releasing
Además, Good Vibrations cuenta con una productora de vídeos eróticos para adultos y educativos, Good Releasing, con diversas líneas de actuación, como la documentación del sexo y la cultura queer, películas de artistas independientes o la creación de contenido informativo e instructivo para inspirar y mejorar la vida sexual.

## Reconocimientos
Como parte de su reconocimiento como líder en cultura y educación sexual positiva, Good Vibrations recibió un Certificado de Honor de la Junta de Supervisores de San Francisco (2003), un Certificado de Reconocimiento de la Asamblea Legislativa de California (2004) y un Certificado de Reconocimiento de la Legislatura de California (2006). La compañía también ha recibido un reconocimiento generalizado de la industria del sexo, incluido un premio O Award for Outstanding Online Retailer 2009 en la AVN Adult Entertainment Expo, Best Sexuality Retail Chain 2011 de AVN, y Boutique Retailer of the Year 2011 de XBIZ.
Su productora de vídeos eróticos, Good Releasing, también ha sido reconocida en diversos certámenes, como los Premios Porno Feminista 2009 y 2010.